# Cadena de Belledonne
La cadena de Belledonne (en francés: La chaine de Belledonne) es una cadena montañosa (en francés: massif) en los Alpes del Delfinado  (parte de los Alpes franceses) en el sureste de Francia. El extremo sur de la cordillera forma la barrera oriental de las montañas que rodean la ciudad de Grenoble. La cadena destaca por el espectacular paisaje que ofrece a los habitantes de Grenoble, por sus numerosas áreas de esquí, por una geología interesante y una amplia gama de tipos y usos de tierras alpinas.
La cadena, según la clasificación SOIUSA, es una subsección de los Alpes del Delfinado, a su vez sección del gran sector de los Alpes del sudoeste.

## Geografía
La cadena de Belledonne tiene aproximadamente 60 km de largo por entre 10 km de ancho. El punto más alto es el Gran Pico de Belledonne, con 2 977 m
La cadena está lim itada por varios valles que se encuentran a una altitud relativamente baja, incluido el Valle Grésivaudan (por donde discurre el Isère) en el oeste, el río Arc al norte y el río Romanche al sur. La cadena cuenta con docenas de picos de más de 2 500 m, más de 10 glaciares y muchos lagos alpinos, el más alto de los cuales está a más de 2 400 m sobre el nivel del mar. 
Geológicamente, Belledonne es una concatenación de cadenas que no están físicamente separadas; de norte a sur, estas son: el Gran Arco, el Lauzière, el Sept-Laux, Belledonne propiamente dicho y el Taillefer.
Belledonne es una cadena cristalina. Se inició como una llanura paleozoica que estaba cubierta por sedimentos mesozoicos, luego se elevó e inclinó durante el levantamiento terciario de los Alpes y fue sometida a la erosión glacial durante el Cuaternario. Como resultado de su historia geológica, Belledonne alterna picos irregulares con suaves pendientes.
Belledonne domina el valle de Isère, bastante plano (en francés: Grésivaudan) que está a solo 220 m sobre el nivel del mar cerca de Grenoble. Por lo tanto, todas las zonas de vegetación alpina están representadas: 
- Zona de colina: sotobosques de roble pubescente en las laderas orientadas al sur (en francés: adret ), carpe, arce común.
- Zona de montana: haya, abedul, álamo temblón, roble inglés, arce sicómoro, sauce cabruno y abeto.
- Zona subalpina: páramos y rodales dispersos de abeto, pino mugo y abedul plateado.
- Zona alpina: praderas, pedregales y rocas.[2]

|  |

Una característica importante es el Balcón de Belledonne (en francés: Le Balcon de Belledonne), una terraza o meseta de unos 30   km de largo en el lado occidental de la cordillera que proporciona un área relativamente nivelada intersecada por estrechos barrancos erosionados por ríos por los que discurre la escorrentía de los niveles de nieve más elevados. En el Balcón se han desarrolladfo diversas actividades de cría de ganado y otras actividades agrícolas durante un período considerable de tiempo, y su parte sur ahora es efectivamente un suburbio exclusivo de Grenoble. 

### Cumbres principales

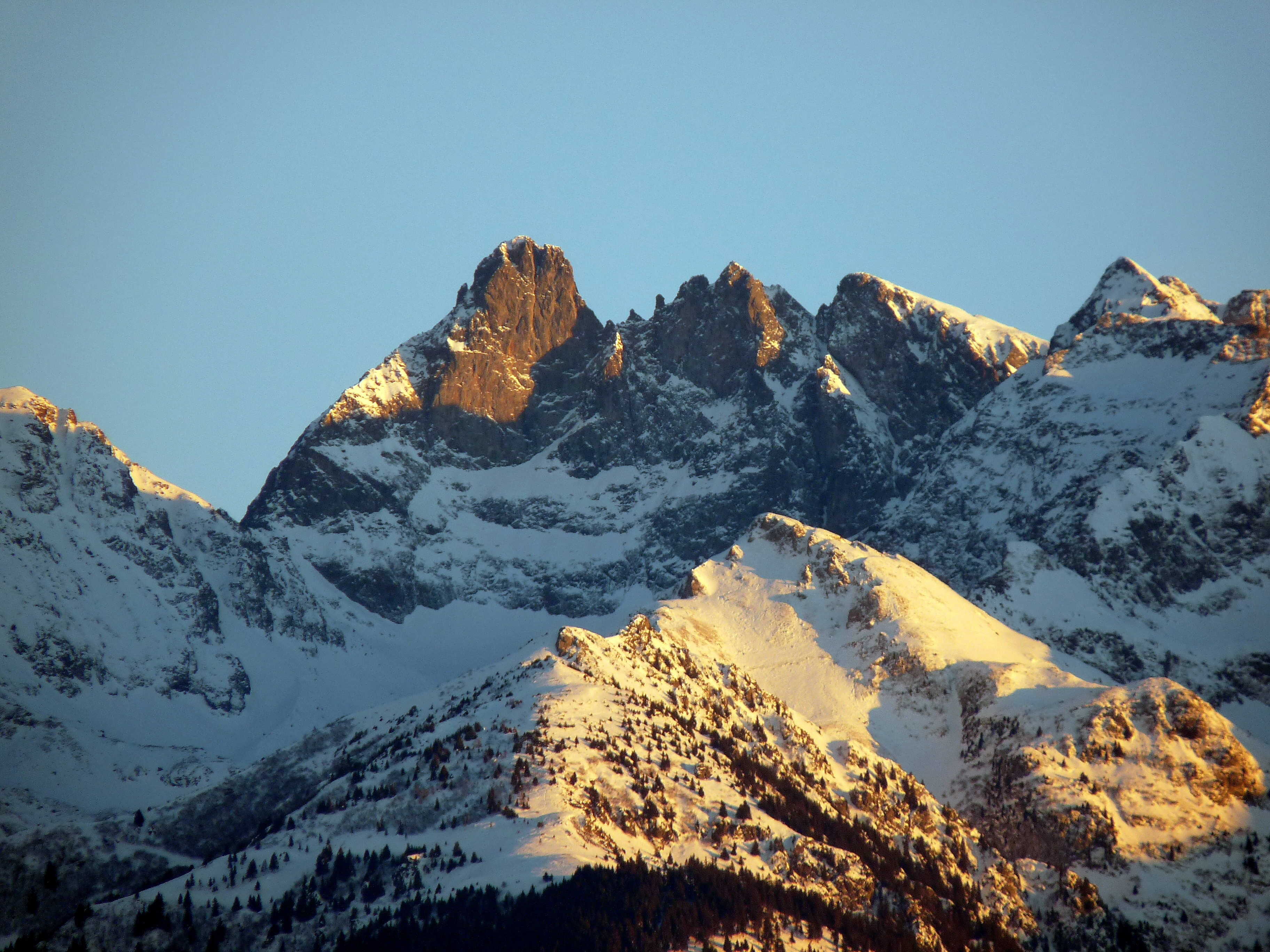
Gran Pico de Belledonne, visto desde Biviers.

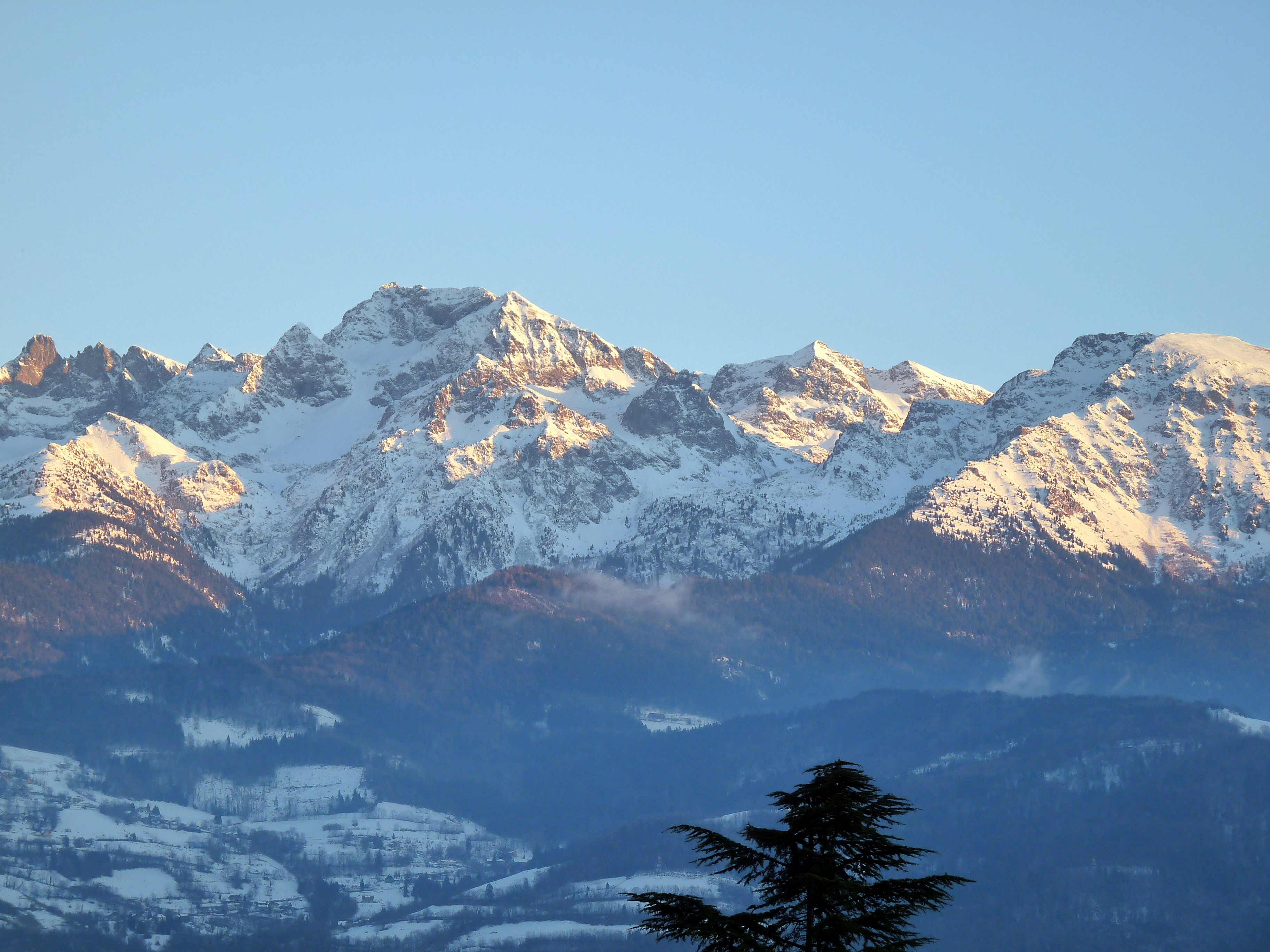
Grande Lance de Domène, visto desde Biviers.

| Nombre                           | Elevación |
| -------------------------------- | --------- |
| Gran Pico de Belledonne          | 2977 m    |
| La Croix de Belledonne           | 2929 m    |
| El Roquedo Blanco                | 2927 m    |
| La Agujas de l'Argentière        | 2915 m    |
| Rocher Badon (Le)                | 2912 m    |
| Pyramide (La)                    | 2912 m    |
| Puy Gris (Le)                    | 2908 m    |
| Bec d'Arguille (Le)              | 2891 m    |
| Aiguille d'Olle (L ')            | 2885 m    |
| Rocher d'Arguille (Le)           | 2885 m    |
| Pointe de Comberousse (La)       | 2866 m    |
| Gran Lanza d'Allemond (La)       | 2842 m    |
| Charmet de l'Aiguille (Le)       | 2826 m    |
| Pointe de la Porte d'Eglise (La) | 2812 m    |
| Pic du Frêne (Le)                | 2807 m    |
| Pic du Grand Doménon (Le)        | 2802 m    |
| Grand Morétan (Le)               | 2800 m    |
| Gran Lanza de Domène (La)        | 2790 m    |
| Gran Charnier d'Allemont (Le)    | 2777 m    |
| Pic Couttet (Le)                 | 2764 m    |
| Grand Crozet (Le)                | 2762 m    |
| Pic de la Grande Valloire (Le)   | 2758 m    |
| Selle du Puy Gris (La)           | 2758 m    |
| Rocher de l'Homme (Le)           | 2755 m    |
| Roche Rousse                     | 2753 m    |
| Pic Lamartine (Le)               | 2752 m    |
| Grande Lauzière (La)             | 2741 m    |

### Glaciares principales

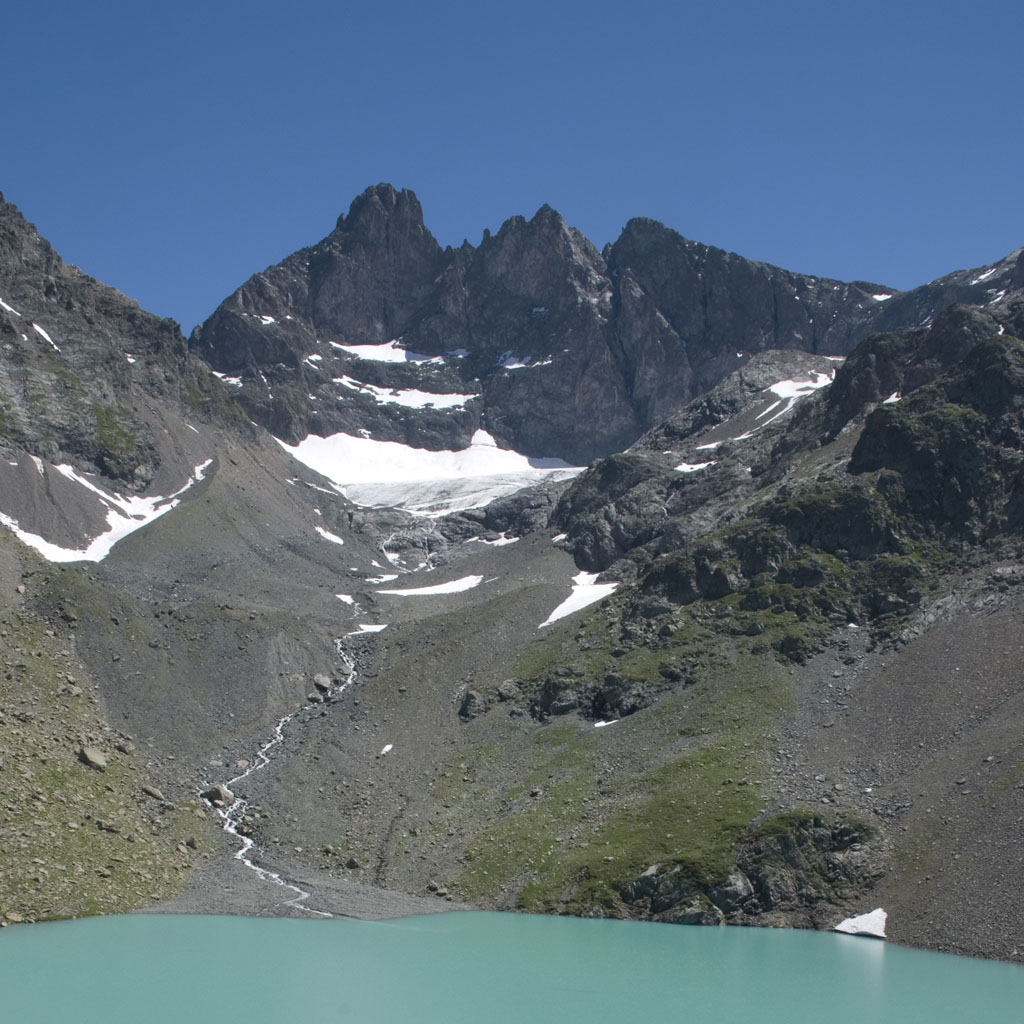
Glaciar de Freydane, debajo de los 3 picos de Belledonne, julio de 2007.

El glaciar más espectacular de Belledonne es el en francés: Glacier de Freydane, que destaca por sus grietas. 
- Glaciar de la Sitre
- Glaciar de Freydane
- Glaciar de l'Amiante
- Glacier du Rocher Blanc
- Glaciar de la Combe Madame
- Glaciar de l'Argentière
- Glaciar de Arguille
- Glacier du Puy Gris
- Glacier du Gleyzin
- Glaciar de Claran

### Puertos principales
No hay camino que atraviese Belldonne. El puerto de la Coche, entre Belledonne propiamente dicho y la cadena Sept Laux, es el único punto de quiebra natural en la cadena. Es el único punto por debajo de 2 000 m en la cresta de Belledonne (la divisoria principal del agua entre el Isère y el Romanche ). La mayoría de los otros pasos no tienen una elevación mucho más baja que sus picos vecinos. A principios del siglo XX, Joseph Paganon, ministro de varios gobiernos franceses, presionó para que Laval se uniera al Rivier-d'Allemont por la carretera D528 a través del puerto de la Coche. El trabajo en la carretera se inició pero finalmente se detuvo a una altitud de 1336 m en el lado de Gresivaudan, mientras que el trabajo nunca comenzó en el otro lado (Eau d'Olle ). Antes de la era del automóvil, los lugareños usaban este paso con frecuencia para ir de Gresivaudan al valle de Eau d'Olle, o incluso para ir al valle de Maurienne a través del paso de Glandon. Se cree que Aníbal pasó el puerto de la Coche cuando cruzó los Alpes con su ejército.
| Nombre                   | Elevación |
| ------------------------ | --------- |
| Pra (Col de la)          | 2171 m    |
| Belledonne (Col de)      | 2785 m    |
| Freydanne (Col de)       | 2645 m    |
| Mine de Fer (Col de la)  | 2400 m    |
| Roche Fendue (Brèche de) | 2482 m    |
| Coche (Pas de la)        | 1989 m    |
| Sept Laux (Col des)      | 2184 m    |
| Croix (Col de la)        | 2529 m    |
| Tepey (Col du)           | 2716 m    |
| Valloire (Col de la)     | 2751 m    |
| Merlet (Col du)          | 2286 m    |
| Bourbière (Col de la)    | 2352 m    |
| Frèche (Col de la)       | 2183 m    |
| Perrière (Col de la)     | 2003 m    |
| Perche (Col de la)       | 1984 m    |
| Roche Noire (Col de)     | 2629 m    |
| Balmette (Col de la)     | 2667 m    |

### Lagos principales
|  |

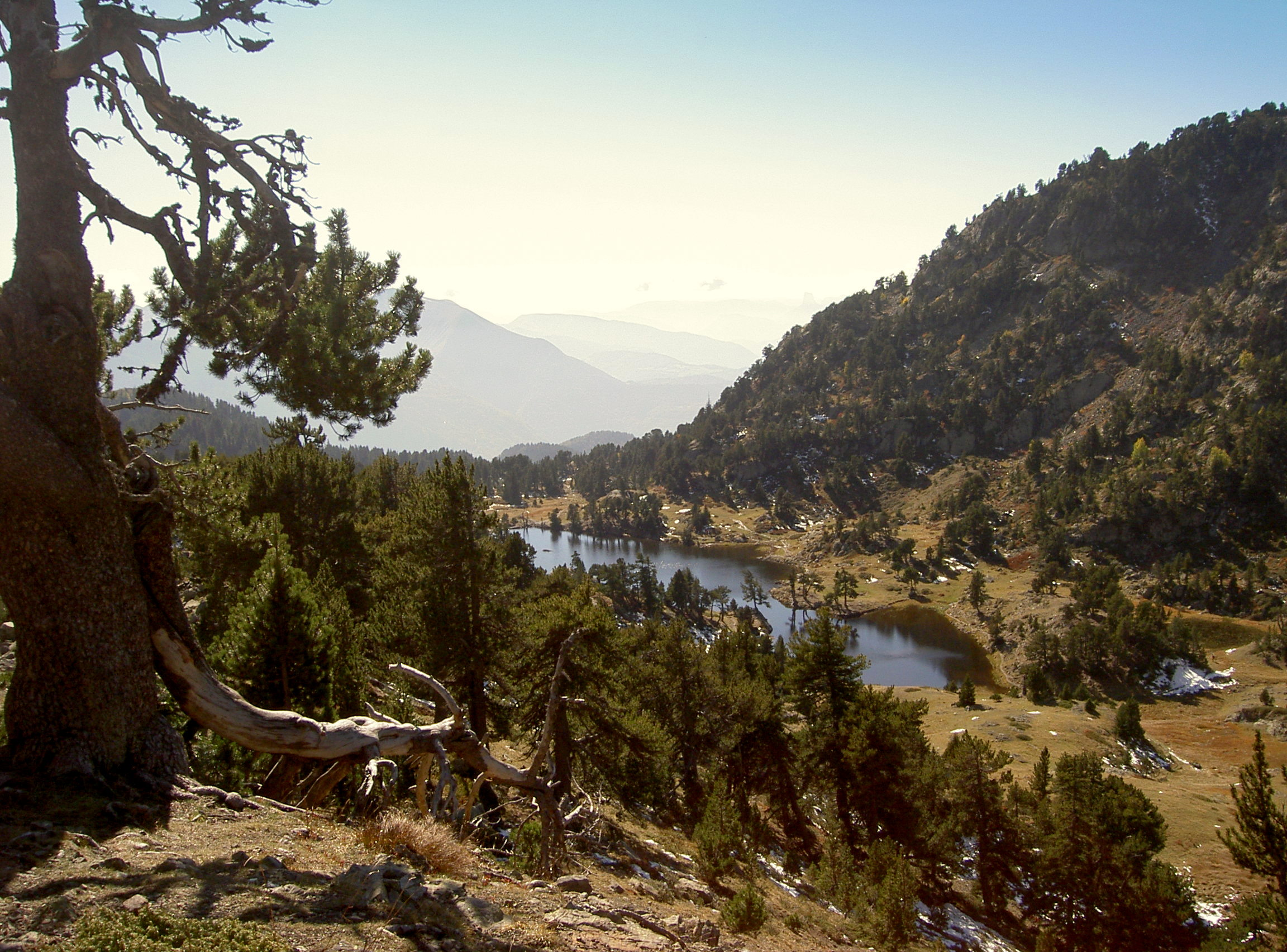
Lago Achard en octubre de 2005.

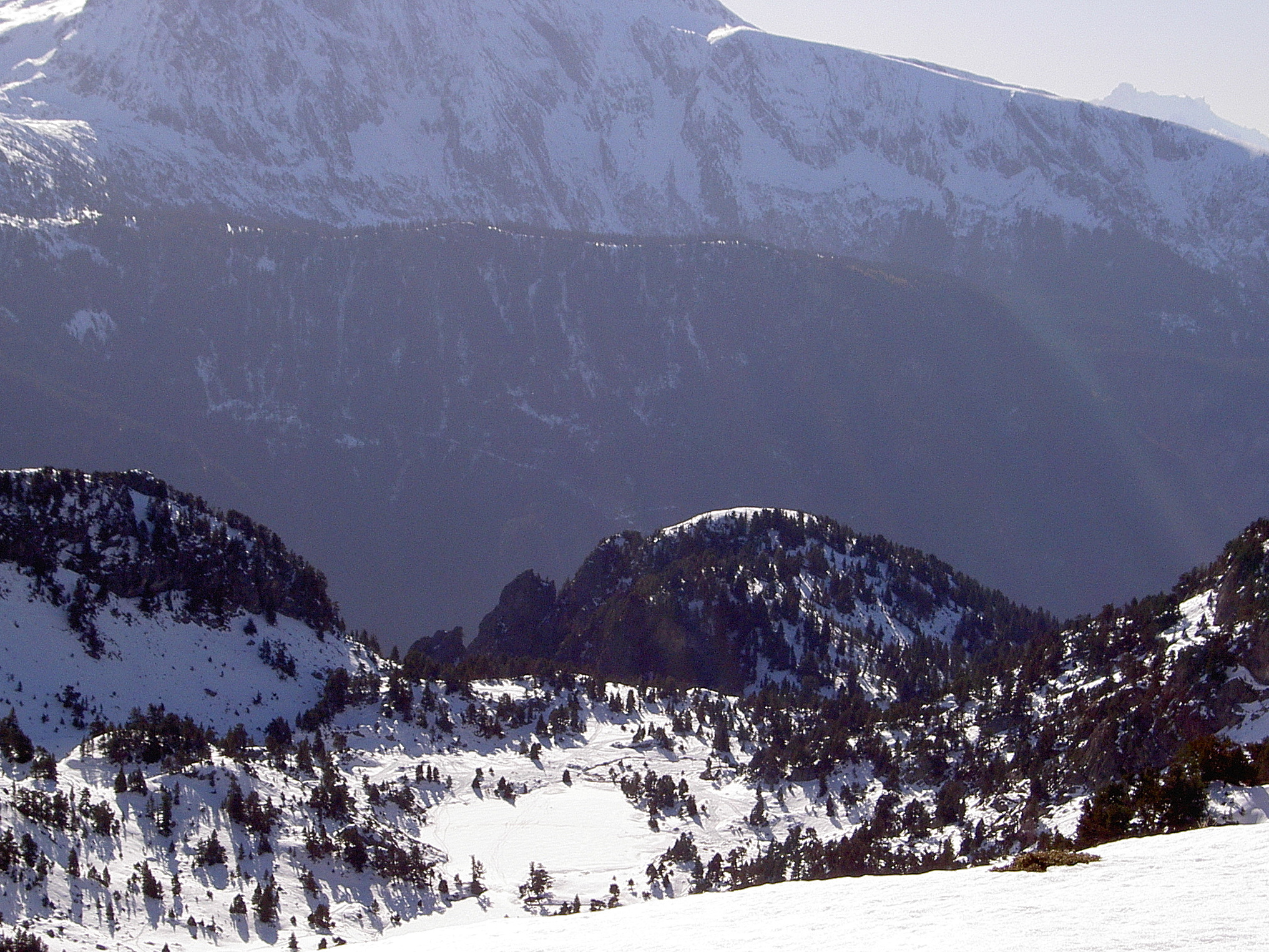
Lago Achard en octubre de 2003.

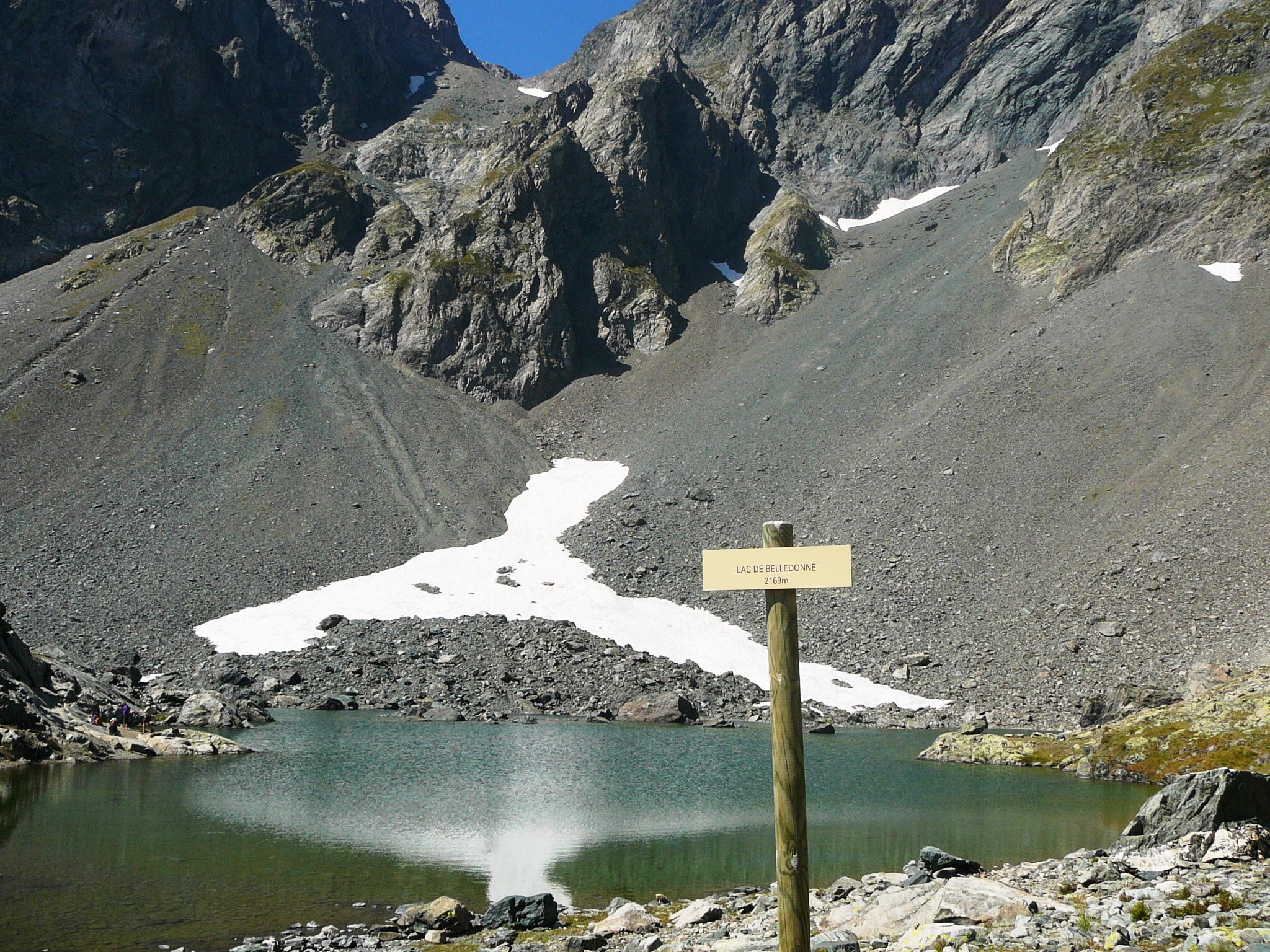
Lago Belledonne en septiembre de 2007.

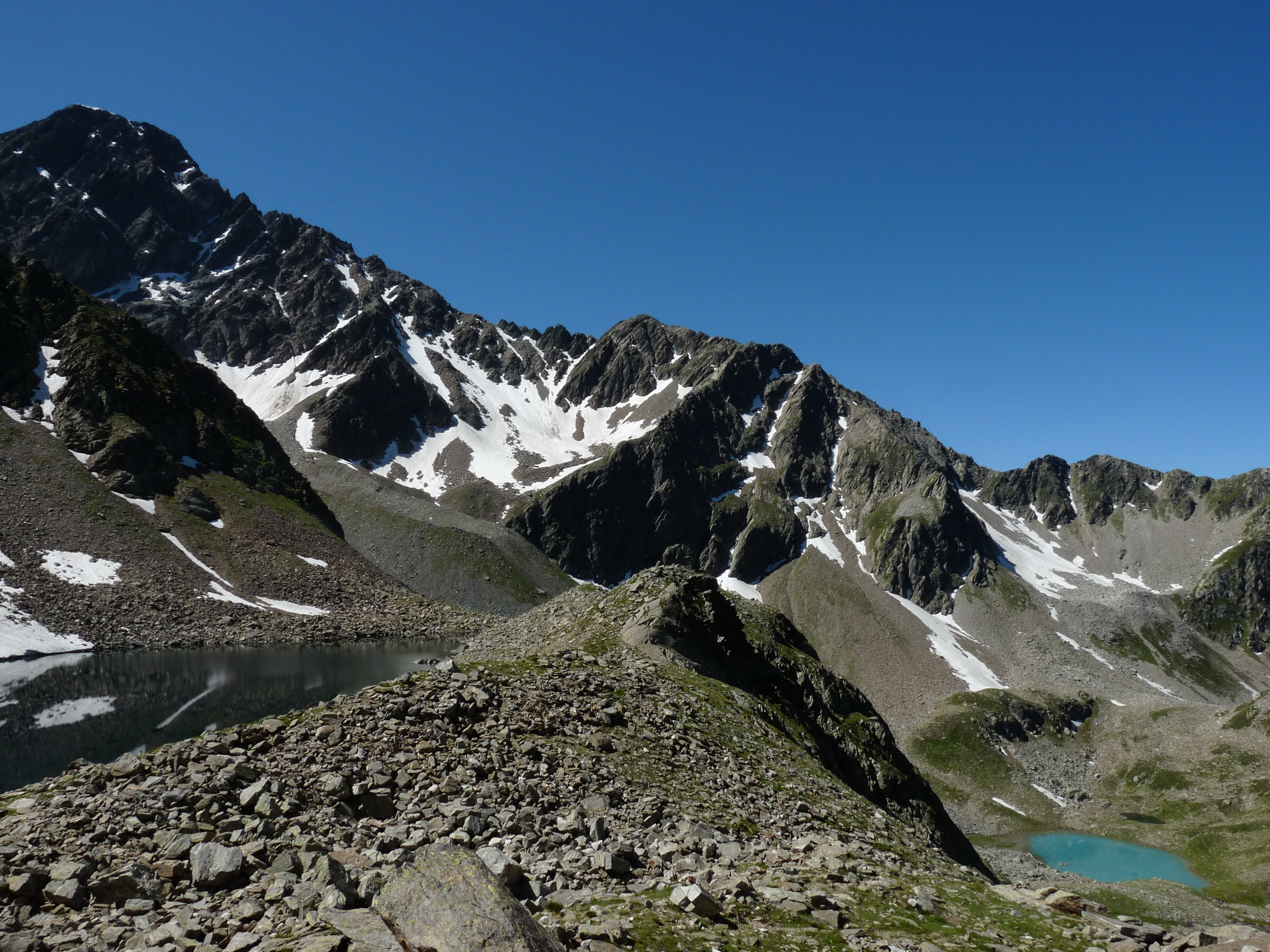
Lago Noir (2268m) y Blanc (2124m) debajo de Rocher d'Arguille (2885m).

Belledonne y sus lagos han desempeñado un papel importante en la producción de hidroelectricidad desde 1869 gracias al pionero Aristide Bergès y sus fábricas de papel que extrajeron agua del lago Crozet.
| Nombre                | Elevación | Grupo     |
| --------------------- | --------- | --------- |
| Lago Achard           | 1917 m    |           |
| Lago Robert           | 1998 m    |           |
| Lago Longet           | 2027 m    |           |
| Lago Merlat           | 2044 m    |           |
| Lago Crozet           | 1974 m    |           |
| Lago Petit Doménon    | 2380 m    |           |
| Lago Grand Doménon    | 2385 m    |           |
| Lago Sitre            | 1952 m    |           |
| Lago Belledonne       | 2163 m    |           |
| Lago Blanco           | 2161 m    |           |
| Lago Cultivo          | 1906 m    |           |
| Lago Agnelin          | 2327 m    |           |
| Lago Jeplan           | 2144 m    |           |
| Lago Sagne            | 2065 m    |           |
| Lago Croix            | 2415 m    |           |
| Lago Folle            | 2142 m    |           |
| Lago Blanco           | 2124 m    |           |
| Lago Negro            | 2268 m    |           |
| Lago de las Balmettes | 2196 m    |           |
| Lago Corne            | 2083 m    | Sept-Laux |
| Lago Cos              | 2182 m    | Sept-Laux |
| Lago Blanc            | 2248 m    | Sept-Laux |
| Lago Cottepens        | 2128 m    | Sept-Laux |
| Lago Carré            | 2128 m    | Sept-Laux |
| Lago Motte            | 2128 m    | Sept-Laux |
| Lago Negro            | 2091 m    | Sept-Laux |

## Estaciones de esquí
Hay 4 estaciones de esquí principales en Belledonne, de sur a norte: 
- Chamrousse
- Le Collet d'Allevard
- Les Sept Laux
- L'Espace Nordique du Barioz

## Origen del nombre
El origen del nombre no está claro. La frase belle donne significa bella mujer en italiano. No parece significar lo mismo en Arpitan, y dado que el Arpitan es el idioma regional antiguo, habría sido una fuente más probable de nombres antiguos que el italiano. Sin embargo, desde un ángulo, el pico más alto, el Grand Pic du Belledonne parece una mujer con un bebé. Otras derivaciones sugeridas son del celta donne que significa valle, por lo tanto, hermosos valles o bal indoeuropeo, que significa roca elevada, que evolucionó en bel, luego belle. Sin evidencia es difícil determinar la validez de estas derivaciones. 

## Fauna
Las montañas albergan marmotas, gamuzas, cabras montesas y urogallos. Según los informes, los lobos han regresado desde 1998, procedentes de Italia, y la prensa se hace eco regularmente de las quejas de los pastores sobre los lobos que atacan a sus ovejas.
El íbice había desaparecido por completo de Belledonne. A principios de 1983, 13 hembras y 7 os fueron traídos de Suiza y en la primavera de 2002, su población había aumentado a 900 cabezas.